# Whistler (radio)
Whistlers zijn radiogolven die worden veroorzaakt door bliksemontladingen. Bij een krachtige bliksem wordt niet alleen een lichtflits en een donder geproduceerd, maar wordt ook een heel spectrum van radiogolven uitgezonden. 
De meeste golflengten van deze "radioknal" worden door de ionosfeer naar het aardoppervlak teruggekaatst. Radiogolven met een zeer lange golflengte (tussen 30 en 300 km) dringen echter wel door de ionosfeer en komen in de exosfeer terecht. 
Behalve op Aarde zijn deze effecten ook op Jupiter waargenomen.